# Боневасия, Лимарвин
Лимарвин Боневасия (нидерл. Liemarvin Bonevacia; род. 5 апреля 1989, Виллемстад) — нидерландский легкоатлет, уроженец Кюрасао, который специализируется на дистанции 400 метров. Серебряный призёр Олимпийских игр 2020 года, призёр чемпионатов мира, чемпион Европы в помещении 2021 года. Многократный чемпион Нидерландов. Участник летних Олимпийских игр 2012, 2016 и 2020 годов.
На Олимпийских играх в Лондоне выступал под флагом независимого олимпийского атлета. Смог дойти до полуфинала, в котором занял последнее место.
После Игр в Лондоне по примеру спринтера из Нидерландских Антильских островов Чуранди Мартины стал выступать за метрополию, сборную Нидерландов.
На чемпионате мира 2015 года в предварительном забеге на 400 метров установил новый личный и национальный рекорд — 44,72. В полуфинале повторить это время не удалось, и Лимарвин остался только на 24-м месте (45,65).
Выиграл бронзовую медаль на домашнем чемпионате Европы в Амстердаме. Выступал на Олимпийских играх в Рио-де-Жанейро, где показал 15-е время в полуфинале и не пробился в решающий забег.
Установил новый рекорд Нидерландов (46,26) в финале бега на 400 метров на чемпионате Европы в помещении 2017 года, благодаря которому завоевал бронзовую медаль турнира.
На чемпионате Европы в помещении в польском Торуне в марте 2021 года завоевал бронзовую медаль чемпионата континента на дистанции 400 метров с результатом 46.30.
7 августа 2021 года на Олимпийских играх в Токио Боневасия бежал на первом этапе эстафеты 4×400 метров, сборная Нидерландов заняла второе место с национальным рекордом 2:57.18. Также бежал на первом этапе в смешанной эстафете 4×400 метров, где нидерландцы заняли 4-е место с национальным рекордом 3:10.36. Сборная Нидерландов отстала на 0,15 сек от серебряных призёров из Доминиканской Республики и на 0,14 сек от бронзовых призёров из США. Также Боневасия был единственным европейцем в финале забега на 400 метров, где занял последнее место с результатом 45.07.
В июне 2024 года, на чемпионате Европы, который состоялся в Риме, в забеге на 400 метров Лимарвин стал обладателем бронзовой медали с результатом 44,88 секунды.  